# Barco Blanco
El Barco Blanco (Francés: la Blanche-Nef; Inglés: White Ship) fue un barco real normando que se hundió en el canal de la Mancha (Normandía) cerca de la costa de Barfleur, el 25 de noviembre de 1120.
Guillermo Adelin, el único hijo legítimo del rey Enrique I de Inglaterra, murió durante el naufragio junto a su corte. Guillermo de Malmesbury escribió: "Aquí también murieron con Guillermo Adelin, Richard, otro de los hijos del rey, a quien una mujer sin rango le había dado, antes de su adhesión un joven valiente y querido por su padre por su obediencia, Ricardo de Avranches, segundo Conde de Chester, y su hermano Otheur, Geoffroy Ridel, Gauthier d'Évrecy, Geoffroy, Arcediano de Hereford, la condesa de Chester, la sobrina del rey Lucia Mahaut de Blois, y muchos otros... Ningún barco había traído tanta miseria a Inglaterra". Solo sobrevivió una persona.
Las causas del accidente siguen siendo desconocidas. Las condiciones meteorológicas y las corrientes en el canal de la Mancha durante el otoño serían la causa más probable.
Esteban de Blois sobrevivió a la catástrofe ya que decidió ceder el viaje a su hijo poco antes de la salida. Con la muerte de Guillermo Adelin, Esteban se convirtió en el competidor más fuerte para heredar la Corona de Inglaterra, que finalmente logró en el 1135.

## Naufragio
El Blanche-Nef era un barco nuevo propiedad de Thomas FitzStephen (Thomas filz Estienne). El padre de Thomas, Stephen FitzAirard (Estienne filz Airard), había sido capitán de barco de Guillermo el Conquistador, cuando éste invadió Inglaterra en el 1066. El barco fue ofrecido a Enrique I de Inglaterra, quien lo usó para volver a Inglaterra desde Barfleur. Enrique ya había hecho los preparativos del viaje, pero sugirió que su hijo Guillermo Adelin viajase en su lugar.

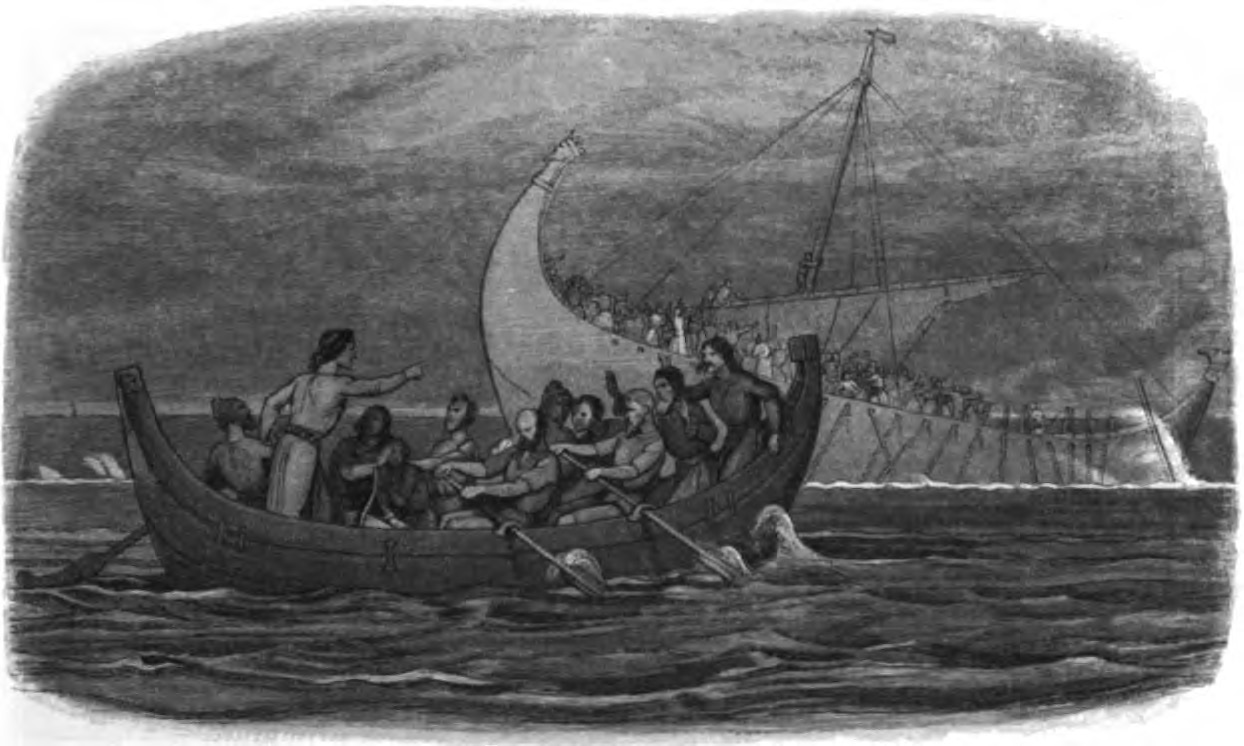
Naufragio del barco blanco. James William Edmund Doyle (1864).

En la oscuridad de la noche, su costado de babor chocó contra una roca sumergida (esta piedra aún puede ser vista desde los acantilados de Barfleur), y el barco se hundió rápidamente. El único superviviente conocido fue un carnicero de Ruan que fue recogido por los pescadores a la mañana siguiente.
En el relato de la catástrofe, el cronista Orderic Vitalis afirmó que cuando Thomas FitzStephen salió a la superficie después del hundimiento y supo que Guillermo Adelin no había sobrevivido, se dejó ahogar en lugar de enfrentarse al Rey. La exactitud de este relato es dudosa ya que describe luna llena, pero las tablas del cielo de la NASA, que incluyen ajustes basados en el Calendario Gregoriano al Calendario Juliano en uso durante el siglo XII, muestran que la luna era en realidad nueva aquella noche.
La causa del naufragio sigue siendo incierta. Diversas historias culpan de su pérdida a una borrachera de la tripulación y los pasajeros (se sugiere también que el capitán se atrevió a intentar adelantar la nave del Rey que estaba delante de ellos), y menciona que a los sacerdotes no se les permitió bendecir el barco de la manera acostumbrada. No obstante, el Canal de la Mancha es un tramo muy peligroso.
Guillermo de Nangis escribió que el White Ship se hundió porque todos los hombres que viajaban a bordo eran sodomitas, que refleja la creencia medieval que el pecado causa la peste y el desastre.

## Repercusiones
Esteban de Blois, sobrino del Rey Enrique por su hermana Adela, habría desembarcado poco antes que el navío hubiese zarpado. Orderic Vital lo atribuye a un súbito ataque de diarrea. Como consecuencia directa de la muerte de Guillermo, sumado a la reticencia de los barones ingleses a aceptar a Matilde como Reina regente, Esteban usurpó el trono Inglés, dando lugar al periodo conocido como la Anarquía de Inglaterra. 
Robert Lacey, ha señalado que "el White Ship fue el Titanic de la Edad Media, la alta tecnología del barco en su viaje inaugural, naufragó debido a un obstáculo natural previsible en el ejercicio temerario de velocidad".

## Ficción histórica
El hundimiento del Blanche-Nef es parte del prólogo de la novela más popular de Ken Follett titulada Los Pilares de la Tierra (1989). El hundimiento del barco asienta el trasfondo de la historia, la cual está basada en la posterior Guerra Civil entre Matilda (referida como Maud en la novela) y Esteban. En la novela de Follett se deja entrever que el barco pudo haber sido saboteado.

## Poesía
- Dante Gabriel Rossetti, "The White Ship: a ballad"; publicado por primera vez en la recopilación "Ballads and Sonnets" (1881).
- Geoffrey Hill, "The White Ship". En su primer libro, "For the Unfallen", 1959.

## Imágenes
- "Wreck of the White Ship", una ilustración del impresor Joseph Kronheim (1810–1896)